# Шиме Старчевич
Шиме Старчевич (хорв. Šime Starčević, нар. 18 квітня 1784, Житник, Австрійська імперія — пом. 14 травня 1859, Карлобаг, Австрійська імперія) — хорватський священик та лінгвіст.

## Біографія
Старчевич народився 1784 року в селі Кланаць, що біля Госпича, Австрійська імперія, тепер Хорватія. Закінчив гімназію у Вараждині, вивчав філософію в Граці та Загребі. Потім закінчив семінарію Сені, де був освячений в сан священика в 1808 році. Служив священиком в Госпичі, Личко-Ново, Удбині та, з 1814 року в Карлобазі. Знав латинську мову, французьку, італійську, німецьку, а також вмів читати слов'янськими мовами.
1812 року опублікував у Трієсті роботи «Nova ricsoslovica ilircska» (граматика хорватської мови) та «Nova ricsoslovica ilircsko-franceska». «Ricsoslovica» Шиме Старчевича стала першою граматикою хорватської мови, яка була написана хорватською. Книги з граматики, які існували до цієї книги були написані або на інших мовах (латинська, італійська, німецька) або були двомовними.
Граматика Старчевича описувала як літературний стандарт новоштокавський діалект хорватської мови. Крім того, в своїй граматиці Старчевич удосконалював штокавський правопис, спростивши його і зробивши послідовним, що стало підготовкою до мовних реформ 30-х років.
Через 30 років після публікації «Nova ricsoslovica ilircska» Старчевич повернувся до активної писемної діяльності. Він опублікував «Homilie ili tumačenje Sv. evanđelja» (Проповді або тлумачення св. Євангелія, 1850), «Ričoslovje u nastavcima» (Розширена граматика, 1849—1850) в газеті «Glasnik dalmatinski» та брав участь в лінгвістичній полеміці в газеті «Zora dalmatinska», в якій відстоював новоштокавський діалект, як єдину основу літературної мовної норми.
Помер Старчевич в Карлобазі 1859 року.